# Scartella nuchifilis
Scartella nuchifilis är en fiskart som först beskrevs av Valenciennes, 1836.  Scartella nuchifilis ingår i släktet Scartella och familjen Blenniidae. Inga underarter finns listade i Catalogue of Life.